# Nederlandse kampioenschappen schaatsen afstanden 1999 - 1500 meter vrouwen
De Nederlandse kampioenschappen schaatsen afstanden 1999 - 1500 meter vrouwen worden gehouden in december 1998 in Kardinge, Groningen. 
Titelverdedigster is Annamarie Thomas die de titel pakte tijdens de Nederlandse kampioenschappen schaatsen afstanden 1998

## Uitslag
| #      | Schaatser         | Tijd    |
| ------ | ----------------- | ------- |
| Goud   | Barbara de Loor   | 2.03,66 |
| Zilver | Tonny de Jong     | 2.03,71 |
| Brons  | Annamarie Thomas  | 2.03,79 |
| 4      | Marianne Timmer   | 2.05,07 |
| 5      | Judith Straathof  | 2.05,58 |
| 6      | Renate Groenewold | 2.05,64 |
| 7      | Sandra Zwolle     | 2.06,94 |
| 8      | Andrea Nuyt       | 2.07,36 |
| 9      | Carla Zijlstra    | 2.07,53 |
| 10     | Sandra 't Hart    | 2.08,01 |
| 11     | Marja Vis         | 2.09,19 |
| 12     | Irene Visser      | 2.09,60 |
| 13     | Helen van Goozen  | 2.10,27 |
| 14     | Christine Heins   | 2.10,69 |
| 15     | Frouke Oonk       | 2.11,05 |
| 16     | Frijke Schaafsma  | 2.11,82 |
| 17     | Wieteke Cramer    | 2.11,85 |
| 18     | Arien Bosch       | 2.12,23 |

1987 · 
1988 · 
1989 · 
1990 · 
1991 · 
1992 · 
1993 · 
1994 · 
1995 · 
1996 · 
1997 · 
1998 · 
1999 · 
2000 · 
2001 · 
2002 · 
2003 · 
2004 · 
2005 · 
2006 · 
2007 · 
2008 · 
2009 · 
2010 · 
2011 · 
2012 · 
2013 · 
2014 · 
2015 · 
2016 · 
2017 · 
2018 · 
2019 · 
2020 · 
2021 · 
2022 · 
2023 · 
2024 · 
2025